# Sex timmars arbetsdag
Sextimmars arbetsdag är en modell för arbetstidsförkortning med en arbetsdag som har sex timmar som normalarbetstid i stället för åttatimmarsdagen. En liknande modell för arbetstidens uppdelning är 30 timmars arbetsvecka. Det har förekommit många experiment av småskaligt införande av sextimmarsdagen. Det finns exempel på fall där sex timmars arbetsdag införs och produktiviteten är totalt oförändrad, eller till och med ökar. Sextimmarsdagen är delvis redan verklighet, t.ex. förekommer det också för småbarnsföräldrar som har rätt att arbeta ner till 75% av sin normala arbetstid (vilket i praktiken blir sex timmar per dag om man arbetar fem dagar).
Sex timmars arbetsdag som standardarbetstid har förts fram av flera politiska partier, inte minst på vänsterkanten.

## Historia
Riksdagen beslutade 1919 om en arbetstidslag som gjorde 8 timmars arbetsdag till standard, men veckoarbetstiden var totalt 48 timmar eftersom man arbetade även på lördagar. Lagen motiverades som en investering för arbetsgivaren: utvilade arbetare var mer produktiva.
Från 1958 till 1960 sänktes arbetstiden successivt till 45 timmar per vecka, för att 1969 sänkas till 42,5 timmar. Det var från 1973 som arbetsveckan med 40 timmar infördes.

## Sverige
Fackförbundet Kommunal beslutade 2022 på sin kongress - mot styrelsens förslag - att förbundet ska driva frågan om 30 timmars arbetsvecka med bibehållen lön. Kongressen beslutade att förbundet ska driva frågan så att det blir verklighet antingen i lag eller kollektivavtal.

## Politiska partier i Sverige som förordar 6 timmars arbetsdag
- Vänsterpartiet[5]
- Socialisterna - Välfärdspartiet[8]
- Kommunistiska Partiet